# Naniwa Kawashima
Naniwa Kawashima (川島浪速) (1866-1949) est un membre du réseau d'espionnage japonais en Mandchourie et un soutien partisan de la dynastie impériale Qing durant la révolution chinoise de 1911.
Il est né dans une famille samouraï au château de Matsumoto, à Matsumoto dans la province de Shinano.
Il est un ami proche de Shanqi, le 10e prince Su, prince héréditaire de la famille impériale mandchoue, qui a hérité de l'allégeance des tribus de Mongolie-Intérieure. Le prince Su est lui-même un proche ami de l'oncle de l'impératrice du Japon, le prince Kotohito Kan'in. 
Après la mort de Su, sa fille Dongzhen est adoptée à l'âge de huit ans par Kawashima qui l'élève en Japonaise comme sa propre fille, changeant son nom en Yoshiko Kawashima. Elle l'accusera plus tard de l'avoir violée à l'âge de 17 ans, et deviendra une espionne du Japon en Chine.